# Национални парк Чинкве Тере
Национални парк Чинкве Тере (итал. Parco Nazionale delle Cinque Terre) је заштићено подручје у Италији. Проглашено је националним парком 1999. године. Налази се у покрајини Ла Специја (Лигурија), на северу Италије. Национални парк Чинкве Тере је најмањи национални парк у Италији. Простире се на свега 4.300 хектара. Истовремено је то и најгушће насељен национални парк, са 5.000 становника који живе у пет градова у области Чинкве Тере (Риомађоре, Манарола, Корниљија, Вернаца и Монтеросо ал Маре). Осим њих Национални парк Чинкве Тере обухвата и делове општина Леванто и Ла Специја.
Област Чинкве Тере се од 1997. године налази на листи Унескове светске баштине. Ову област чини пет градова смештених на стрмим литицама Лигурске обале. Ови градови повезани су многобројним стазама, чиме се наглашава деликатан однос између човека и животне средине. Како је за развој овог подручја, као и за туристичку индустрију, била неопходна промена природног пејзажа, Национални парк је суштинско средство у очувању и одржању природног пејзажа уз промоцију одрживог туризма који је од виталног значаја за економски успех целе области. Управа парка подстиче развој одговорног туризма, способног да улаже у идентитет места и локалне производе, како би се сачувало наслеђе, односно терасасте пољопривредне површине формиране изградњом сухозида, које имају непроцењиву вредност, а које су сада угрожене.

## Опис
Национални парк Чинкве Тере основан је 6. октобра 1999. као признање значајне амбијенталне, пољопривредне, историјске и културне вредности ове територије. Две године раније област Чинкве Тере додата на листу светске баштине Унеска. Као први италијански национални парк створен да заштити пејзаж који су углавном створили људи, Национални парк Чинкве Тере и околно заштићено морско подручје имају за циљ заштиту културног наслеђа „човековог парка“. Локација и топографија локалитета су витални део идентитета Чинкве Тере. Овако екстремна типолошка ограничења и приступ обали заједнички обезбеђују овај деликатан однос између човека и природног окружења, како копна, тако и мора. Више од хиљаду година, човек је засецао стрме падине и правио терасасте пољопривредне површине за маслињаке и винограде, док је на мору одржавао снажну риболовну културу. Лепота Чинкве Тере не заснива се, као у већини националних паркова у свету, на нетакнутој природи без човековог утицаја, већ управо на интеракцији човека и природе.
Позната по свом природном окружењу и планинарским стазама уз саму обалу, Чинкве Тере је туристичка дестинација која привлачи људе из целог света. Током августа месеца број посетилаца достиже цифру и до 3,5-5 милиона. Иако постоји велика забринутост због утицаја тако великог броја посетилаца на животну средину, туризам је од суштинске важности, пошто је одавно заменио пољопривреду и риболов као главна економија ове области. Препознајући вредност одрживог екотуризма, циљ заштите овог подручја је одржавање постојећих екосистема у функционалном стању управо очувањем фине равнотеже између туризма и пољопривреде.

### Биљни свет
Иако доминира медитеранска вегетација, велика разниоликост пејзажа створила је многобројне микроклиматске услове који се често међусобно доста разликују, па и вегетација на таквим теренима показује очигледне разлике. Међу високом вегетацијом доминирају борови, посебно алепски бор, затим храст плутњак и кестен. У приобаљу и на каменим литицама расту бројне типично медитеранске врсте, попут сребрне пепељуге (Jacobaea maritima, Cineraria maritima), различитих халофитних сукулената, рузмарина, мајчине душице, смиља и лаванде и других.

### Животињски свет
Национални парк Чинкве Тере представља погодну жвотну средину за бројне животињске врсте. Међу птицама најчешће врсте су галеб, сиви соко и гавран. Међу сисарима доминирају пух, ласица, кртица, јазавац, куна, лисица и дивља свиња. Присуство дивље свиње изазива негодовање локалног становништва, јер оштећује усеве. Најчешћи гмизавци су зидни и други гуштери, као и различите отровне и неотровне змије, међу којима је смук, али и отровнице из породице љутица. Око водотокова живе водоземци попут жаба и даждевњака.

### Деградација земљишта
Једна од највећих претњи региону Чинкве Тере, а на чијем спречавању Национални парк ради, је деградација земљишта. Данас се велики проценат пољопривредног културног наслеђа класификује као изложен ризику од клизишта. Посебно у Италији, чији је терен 75% планински или брдовит, око 36% ових локалитета је погођено проблемима нестабилности падина, укључујући регион Чинкве Тере.
Активност клизишта у овом региону може се приписати многим факторима. Према подацима италијанске Националне групе за одбрану од хидрогеолошких катастрофа (Gruppo Nazionale per la Difesa dalla Catastrofi Idrogeologiche — GNDCI), већина тренутних клизишта на Апенинима, до недавно у мировању, поново је активирана под утицајем климатских промена. Иако ово објашњење више повезује проблем са еколошким и геолошким факторима, људски фактор такође игра велику улогу у настанку овог проблема. Када је реч о области Чинкве Тере, промене у коришћењу земљишта и пољопривредним праксама имају драстичне ефекте на клизишта и њихове последице. Поређењем фотографија тераса у Чинкве Тере из 1958. и 2000. године уочава се јасан пораст ерозије тла и деградације виноградских тераса, што је у складу са напуштањем пољопривреде 60-их година 20. века, када је главни фокус привреде у овој области пребачен на туризам, удаљивши га од пажљивог „пејзажног инжењерства” претходних векова. Према званичним подацима, у области Чинкве Тере 1951. године обрађивано је око 12,5 пута више пољопривредних површина него данас.
Пошто је земљиште 2011. године већ било у стању деградације, сматра се да је напуштање тераса фактор који је допринео катастрофи коју су 25. октобра 2011. године изазвале поплаве. После 4 сата непрестаних падавина, током чега је пало некарактеристичних 56 cm/m2 кише и накнадних бујичних поплава, градови Монтеросо ал Маре и Вернаца су практично уништени. Остала три града, због природне топографије и добрих система за одводњавање, остала су углавном неоштећена.
Због свега тога један од најважнијих задатака Националног парка је одржавање и ревитализација падина. Вредност у промовисању терасирања је двострука, јер не само да се тиме контролишу клизишта, већ се  враћањем традиционалних винограда Чинкве Тере чува историја и традиција ових села. Пројекат „Некултивисана земљишта“, који су 2001. године покренули Европска заједница и Национални парк Чинкве Тере, настоји да ревитализује неискоришћене терасе и врати успешну производњу локалних вина. Једно такво брдо, Корниоло, представљено је не само као образовни полигон за истраживаче заинтересоване за сигурне и ефикасне праксе узгоја, већ и као „лабораторија“ за враћање чувеног грожђа које је, између осталог, у средњем веку обликовало репутацију Чинкве Тере као произвођача вина. Поред тога, успех пројекта „Некултивисана земљишта“ је био непроцењив модел за друга подручја, као што је Ифугао, подручје на Филипинима под заштитом Унеска.

## Унескова светска баштина
На састанку Унеска 5. децембра 1997. област Чинкве Тере, Портовенере и острва Палмарија, Тино и Тинето, додати су на листу светске баштине. Ова еколошки и културно вађна локација описана је као „хармонична интеракција између људи и природе како би се створио пејзаж изузетне лепоте“. Додавање на листу светске баштине такође се односи на Чинкве Тере као на светски познату туристичку дестинацију.

## Екотуризам
Екотуризам је грана индустрије са огромним предностима, јер је за циљ има коришћење и уважавање природног пејзажа на еколошки свестан начин. Поборници ове врсте туристичких путовања очекују нетакнуту природну околина и показују интересовање за локално становништво као део тог пејзажа. У области Чинкве Тере највећу туристичку атракцију представљају пешачке стазе и аутентична традиционална насеља окружена јединственим пејзажом. Овај социо-културни елемент је од суштинског значаја јер наглашава наслеђе и културу живописних италијанских села. Оснивање парка 1999. године и додавању на листу Унескове светске баштине допринели су популаризацији области као туристичке дестинације, али подразумевбају екотуризам и одрживи развој. Као резултат великих улагања у инфраструктуру, побољшање приступачности и одрживим праксама, парк је развио локацију и повећао своју привлачност на глобалном нивоу. У неким случајевима политика очувања понекад може да подреди животну средину и локалне интересе у корист промоције туризма, али то није случај у области Чинкве Тере, где постоје и велика лична улагања локалног становништва. Локално становништво и управа Парка заједнички раде како би разумели и прилагодили се променљивим туристичким потребама док истовремено ублажавају негативне последице по животну средину.
Да би се одржао одговоран и одржив туризам унутар заједнице, морају се испунити одређени критеријуми. Пре свега, туризам мора бити усмерен ка културном наслеђу. Као место под заштитом Унеска, Национални парк Чинкве Тере прихвата локалну традицију и културу и проширује туристичку понуду и мимо пешачења кроз природу, правећи везу са локалним обичајима, храном и винима. Други критеријум је поседовање земље и повезаности са земљом локалног становништва. У Чинкве Тере традиционални начин живота завис и од земље и од воде. Управо ова снажна повезаност становништва са животном средином и доводи туристе у ове градове, савршено уграђене у приобалне стене. Коначно, оно што Чинкве Тере даје потенцијал за одрживи туризам су локалне ведности ван домена економије.

### Управљање стазама
Безбедне и приступачне стазе које повезују села у Чинкве Тере, осим што су туристичка атракција, истовремено минимизирају ерозију тла и од виталног су значаја за национални парк. Укупна дужина ових стаза је око 19 km и због велике фреквенције туриста током летње сезоне стално им је потребан надзор, како због ерозије, тако и због безбедности посетилаца. Одсуство адекватне контроле може имати различите последице, од нестанка вегетације до интензивне ерозије тла. Еколошки одрживо управљање стазама ослања се на одговарајући надзор стаза, степеништа и инвентара, као и на стандарде за приступачност, који подразумевају затварање када временски или други природни услови нису одговарајући. Док су у многим парковима стазе предвиђене пројектом, у Чинкве Тере стаз су резултат вековних потреба локалног становништва, или су их креирали сами посетиоци. На пример, популарна Стаза љубави (итал. Via dell'Amore) је пешачка стаза коју су првобитно трасирали радници који су радили на изградњи железнице (1926–1928) ради лакше комуникације између станица. Због екстремне топографије, односно веома стрмих стена, у парку се граде додатне стазе, потпорни зидови и степенице за одржавање постојећих пешачких стаза.

## Заштићено морско подручје
Заштићено морско подручје основано је 1997. године. Представља почетак Националног парка, као напор да се заштити и одржи правилно коришћењеприобаља. Подељено је на три зоне:
- строги резерват природе, где је забрањен сваки наутички саобраћај,
- општи резерват природе, који омогућава приступ моторним чамцима, регистрованим риболовцима и вођеним ронилачким турама и
- делимични резерват природе, најмање строг, који дозвољава контролисано рекреативно пецање.[15]

### Уточиште Пелагос
Овај део Лигурског мора је део Пелагос уточишта за медитеранске морске сисаре (Pelagos Sanctuary for Mediterranean marine mammals), међународно заштићено подручје које обухвата територије Француске, Монака и Италије. Основано 2002. године, уточиште Пелагос се фокусира на заштиту медитеранских китова који су угрожени људским утицајем. У Италији риболов рибарским мрежама и загађење са бродова за крстарење који пристају у областима као што је Чинкве Тере угрожавају станишта делфина и китова. Циљеви заштите су усмерени на заштиту пелагоских китова, њихових станишта и екосистема хране, као и општег биодиверзитета медитеранске обале.
Обалу дуж Чинкве Тере карактеришу високе и стрме литице, пећине, заливи, мале плаже и расцепљене стене. Морски живот на делу обале који се протеже од Монтероса до  Риомађора је богат и разнолик. Стрме стране литица под водом, плићаци и изоловане стене су насељене разним врстама горгонија (меки корали), међу којима су многе врсте ретке у Медитерану, али прилично честе дуж овог дела обале. Морска цветница (Posidonia oceanica), биљка која ствара веома важне колоније налик трави, расте овде и пружа безбедно станиште за репродукцију многих организама. Стрме стене богате су различитим облицима морских организама, укључујући врсте попут коралног полипа Еуницелла верруцоса, или ретку врсту Savalia savaglia, познату и као златни или црни корал. На дубини од само 15–20 m, за разлику од остатка Медитерана, могуће је открити црвену горгонију (Paramuricea clavata), омиљену међу љубитељима ових морских организама.

## Светилишта
На мрежи стаза која пресеца Чинкве Тере постоји рута која повезује пет маријанских цркви, у сваком селу по једну. Црква у Корниљијизграђена је у 20. веку на месту капеле из 1584. године, док све остале грађевине потичу из средњег века, укључујући и цркву Госпе од Совијера, најстарије лигурско светилиште, забележену у документу из 1225. године.

## Администрација
Област Чинкве Тере обухвата пет села (од запада према истоку):
- Монтеросо ал Маре (Општина)
- Вернаца (Општина)
- Корниљија (припада Општини Вернаца)
- Манарола (припада Општини Риомађоре)
- Риомађоре (Општина)

Остале општине чији део територија улази у састав Националног парка Чинкве Тере су:
- Леванто
- Ла Специја